# Регалии монархов Ирана
Регалии монархов Ирана (перс. جواهرات ملی ایران‎, Jawāhrāt-e millī-ye Irān) — драгоценности и коронационные инсигнии шахов Ирана, многие из которых были созданы в период правления династии Сефевидов (XVI век). Включают многочисленные короны, диадемы, эгреты, тиары, мечи, щиты, и другое оружие, украшенное драгоценными камнями, столовые сервизы, отдельные крупные драгоценные камни и некоторые необычные предметы (например, драгоценный глобус). Коллекция регалий персидских шахов находится на хранении в Национальной сокровищнице в здании Центрального банка Ирана в Тегеране.

## Регалии времёнСефевидовиАфшаридов
Большинство предметов, находящихся в коллекции, относятся к периоду правления династии Сефевидов (1502—1736 годы) и Афшаридов (1736—1750). В 1738 году основатель династии Афшаридов Надир-шах начал военную кампанию против афганских княжеств и дошёл со своими войсками до северной Индии. В ходе этой кампании Надир-шаху сопутствовал успех, а его войска захватили множество ценных трофеев — бриллианты, изумруды, рубины, сапфиры и другие драгоценные камни. Четыре из самых известных трофеев этого похода — алмазы Кохинур и Дерианур (оба — из Индии, до сих пор являются самыми крупными в мире), Павлиний трон и Самаритянская шпинель.

## Современность

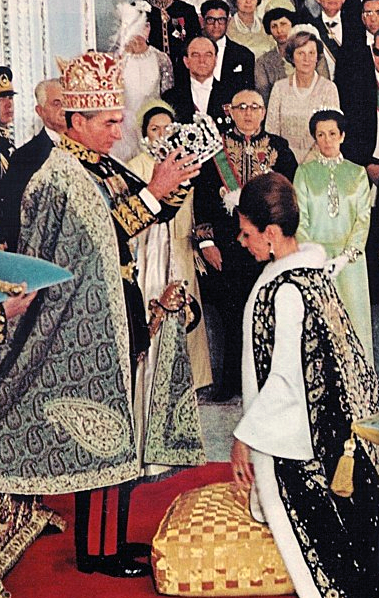
Мохаммед Реза Пехлеви возлагает корону на супругу, шахбану Фарах Пехлеви, 1967 год.

На Западе иранские шахские регалии стали известны во многом благодаря их использованию шахиншахом Мохаммедом Резой Пехлеви и его супругой (шахбану) Фарах Пехлеви во время официальных церемоний.
В 1937 году, во время правления Реза-шаха Пехлеви, собственность шахской казны была передана государству. Драгоценности были помещены в хранилища Национального банка Ирана и выступали в качестве части золотовалютного резерва для обеспечения национальной денежной системы. Экономическое значение шахских регалий, возможно, способствовало их сохранению режимом Исламской Республики Иран.
По решению шаха Мохаммеда Резы Пехлеви, самые примечательные из монархических регалий были выставлены на всеобщее обозрение в Национальной сокровищнице, расположенной в Центральном банке Ирана.
После победы в 1979 году исламской революции, свергшей династию Пехлеви, высказывались опасения, что регалии могут быть похищены или проданы. Ряд мелких драгоценностей действительно был украдены и контрабандным путём переправлен через границы Ирана, но основная часть осталась нетронутой. Это подтвердилось, когда руководство Ирана в 1990-х годах вновь открыло для посетителей постоянную экспозицию шахских драгоценностей.
Экспозиция размещена в Национальной сокровищнице (неофициальное название — Музей ювелирных изделий), расположенной в здании Центрального банка Ирана на проспекте Фирдоуси в Тегеране. Музей открыт для посещений с 14 до 16.30, за исключением среды, четверга и пятницы. В музее имеются путеводители и буклеты на английском, персидском, французском, русском, немецком, японском и арабском языках.

## Галерея

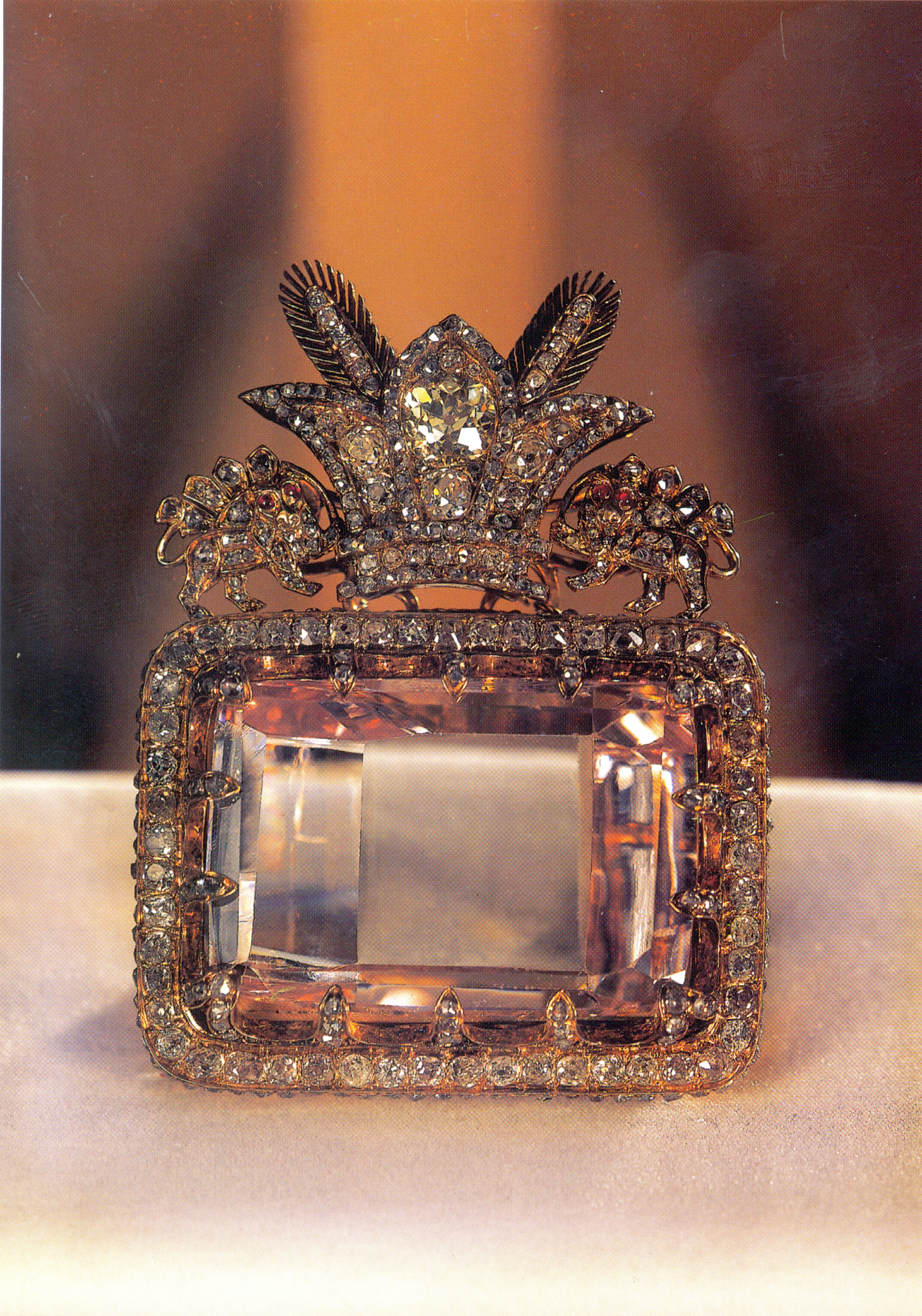
Бриллиант Дерианур
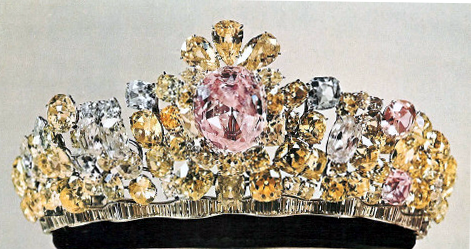
Тиара Нур-ул-Айн
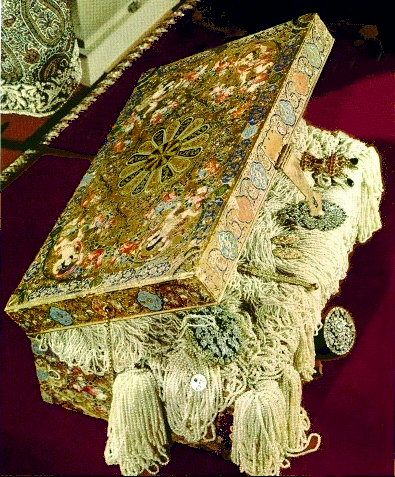
Драгоценный ларец
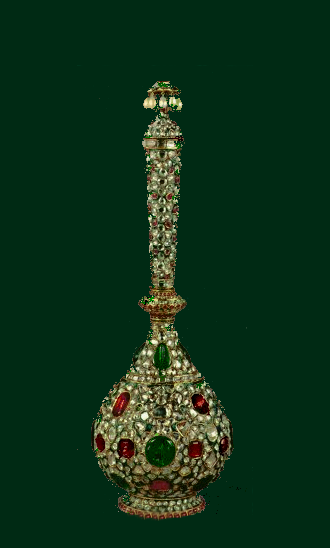
Золотой флакон
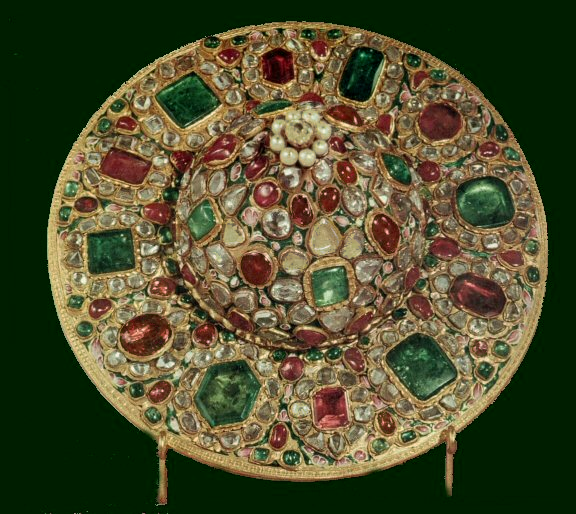
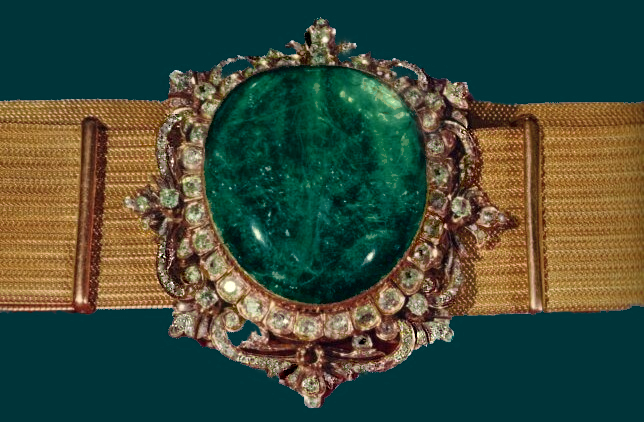
Золотой пояс шаха
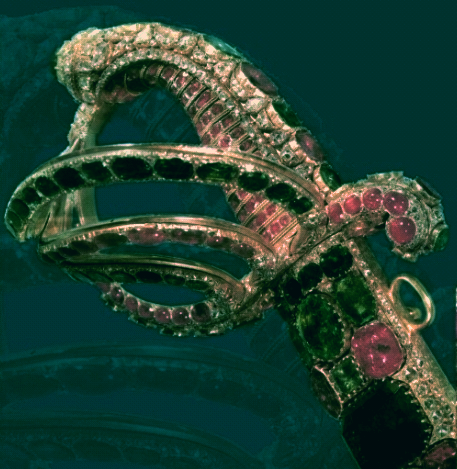
Шахский меч
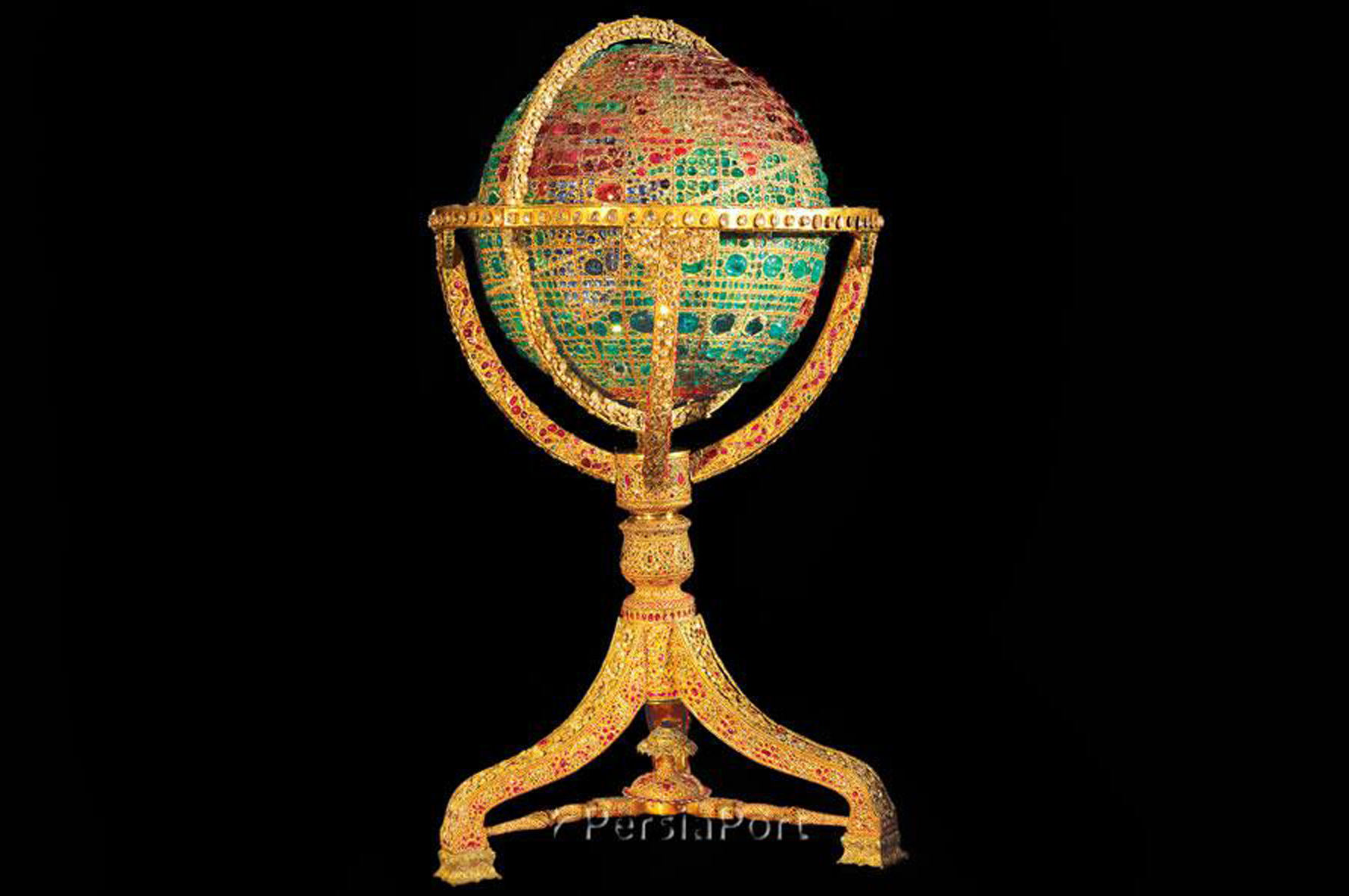
Драгоценный глобус